# Paradoksografia
Paradoksografia (gr. παράδοξος parádoxos – dziwny, osobliwy; γράφω grapho – piszę) – antyczny gatunek literacki.
Piśmiennictwo zaliczane do tego gatunku podejmowało tematykę cudownych i niewytłumaczalnych zjawisk, niezwykłych zdarzeń i tajemniczych osobliwości przyrody. 

## Przedstawiciele
Do wybitnych paradoksografów należeli:
- Antignos z Karistos, autor dzieła Historiôn paradóksôn synagogē (Zbiór dziwnych historii);
- Filon z Heraklei, autor Księgi cudów;
- Isigonos z Nicei, który napisał O rzeczach nie do wiary.

Inni paradoksografowie: Bolos z Mendes, Aristokles Polemon z Ilionu, Aleksander z Myndos, Demetriusz z Aleksandrii, Geminos z Tyru, Artemon z Miletu oraz Klaudiusz Elian.